# قلعة معان
قلعه معان، وتسمى أيضاً بالسرايا، هي مبنى من آثار الدولة العثمانية الباقية حتى الآن، تم إنشائها عام 1566م. زمن السلطان سليمان القانوني بناءاً على نقش موجود على المدخل الرئيسي للقلعة
أبعاد القلعة هي (24 في 22) متر، يتبع لها بركه كبيرة استغلت لتجميع المياه وجاء بناؤها كبقية المدينة تلبيةَ لحاجه الحجاج ولإتخاذها مقراً للجنود العثمانيين.